# 제68회 미국 감독 조합상
제68회 미국 감독 조합상은 2015년 뛰어난 활동을 보인 영화 감독을 기리기 위해 2016년 2월에 열린 시상식이다.

## 수상 및 후보

### 감독상(영화부문)
- 레버넌트: 죽음에서 돌아온 자 - 알레한드로 곤잘레스 이냐리투 수상
- 스포트라이트 - 토마스 맥카시
- 빅쇼트 - 아담 맥케이
- 매드맥스: 분노의 도로 - 조지 밀러
- 마션 - 리들리 스콧

### 감독상(TV정기편성부문)
- 더 투나잇 쇼 스태어링 지미 펄론 - 데이브 디오메디 수상
- 리얼 타임 위드 빌 마허 - 폴 G. 케이지
- 새터데이 나잇 라이브 - 돈 로이 킹
- 인사이드 에이미 슈머 - 에이미 슈머 외 1명
- 더 데일리 쇼 위드 존 스튜어트 - 척 오닐

### 감독상(특별부문)
- 새터데이 나잇 라이브 40주년 스페셜 - 돈 로이 킹 수상
- 어 베리 머리 크리스마스 - 소피아 코폴라
- 디 오스카 - 해미쉬 해밀턴
- 아델 라이브 인 뉴욕 시티 - 베스 맥카시-밀러
- 에이미 슈머: 라이브 앳 디 아폴로 - 크리스 록

### 감독상(드라마시리즈)
- 왕좌의 게임 5 - 데이빗 너터 수상
- 다운튼 애비 시즌5 - 마이클 엔글러
- 홈랜드 시즌4 - 레슬리 링카 글래터
- 더 닉 - 스티븐 소더버그
- 매드맨 7 - 매튜 웨이너

### 감독상(미니시리즈)
- 베시 - 디 리스 수상
- 휘트니 시즌2 - 안젤라 바셋
- 시크릿 라이프 오브 마릴린 먼로 - 로리 콜리어
- 쇼 미 어 히어로 - 폴 해기스
- 더 위즈 라이브! - 케니 리온 외 1명

### 감독상(코미디시리즈)
- VEEP 4 - 크리스 에디슨 수상
- 루이 4 - 루이스 C.K.
- 실리콘 밸리 시즌2 - 마이크 저지
- 모던 패밀리 7 - 게일 맨쿠소
- 트랜스패런트 - 질 솔로웨이

### 감독상(리얼리티쇼)
- 스티브 오스틴즈 브로큰 스컬 챌린지 - 애덤 버트리 수상
- 더 그레이트 크리스마스 라이트 파이트 - 브래디 코넬
- 샤크 탱크 - 켄 푸치스
- 컷쓰로트 키친 - 스티브 흐리니에윅즈
- 어메이징 레이스 - 버트램 반 먼스터

### 감독상(어린이프로그램)
- 디센던트 - 케니 오테가 수상
- 인비지블 시스터 - 폴 호엔
- 시세임 스트릿 - 조셉 마즈리노
- 세이빙 마이 투모로우 - 아미 샤츠
- 고티머 기본스 라이프 온 노말 스트릿 - 새시 실리

### 감독상(다큐멘터리부문)
- 카르텔 랜드 - 매튜 헤인먼 수상
- 메루 - 엘리자베스 차이 베사헬리 외 1명
- 왓 해픈드, 미스 시몬? - 리즈 가버스
- 고잉 클리어: 사이언톨로지 앤 더 프리즌 오브 빌리프 - 알렉스 기브니
- 에이미 - 아시프 카파디아

### 감독상(광고부문)
- Emily's Oz, Comcast 외 2편 - 안드레아스 닐손 수상
- Monkeys, Ikea - 후한 캐브럴
- It Can Wait, ESPN 외 1편 - 마일즈 제이
- So It Begins, Old Spice 외 2편 - 톰 컨츠
- Ripple, Nike Golf 외 1편 - 스티브 로저스

### 공로상
- 조 핏카 수상

### 프랑크 카프라 상
- 마리 래 듈리스 수상

### 프랭크린 J. 샤프너 상
- 토마스 맥더못 수상

### 신인 감독상
- 엑스 마키나 - 알렉스 가랜드 수상
- 울프 앳 더 도어 - 페르난도 쿠임브라
- 더 기프트 - 조엘 에저튼
- 미니의 19금 일기 - 마리엘 헬러
- 사울의 아들 - 라즐로 네메스